# NGC 5573
NGC 5573 este o liner situată în constelația Fecioara. A fost descoperită în 8 mai 1864 de către Albert Marth. Se află la o distanță de 107,58 megaparseci de Pământ.